# Orientacijski klub Azimut
Orientacijski klub Azimut deluje predvsem na Idrijskem in Cerkljanskem. Nastal je z združitvijo Orientacijskega kluba Cerkno (v okviru Športnega društva Cerkno) in orientacijske sekcije Planinskega društva Idrija. Z združitvijo je tako leta 1992 postal številčno največji klub, ki se je v Sloveniji ukvarjal z orientacijskim tekom. Klub je od svoje ustanovitve član Orientacijske zveze Slovenije.
Prvenstveno si klub prizadeva za širjenje orientacijskega teka, in sicer prvenstveno z izvajanjem šol orientacije in treningov v Cerknem, Spodnji Idriji, Idriji in Črnem Vrhu nad Idrijo. Občasne dejavnosti se dogajajo tudi v Tolminu, Žireh in Logatcu.
Klub je aktivno pomagal tudi pri ustanavljanju drugih klubov, in sicer orientacijske sekcije v okviru PD Ajdovščina (in na OŠ Dobravlje), orientacijske sekcije v okviru PD Tolmin, ter orientacijske skupine v RJZ Velenje.

### Dosežki
Med največje dosežke kluba sodijo:
- 1. mesto Emila Kacina (v slovenski štafeti) na SP v precizni orientaciji (Latvija, 2017)[2]
- 3. mesto Petra Tušarja na Svetovnem šolskem prvenstvu v orientaciji (Portugalska, 2013)[3]
- 1. mesto Petra Tušarja, Simona Stanonika in Marka Bogataja na prvenstvu JV Evrope (Slovenija, 2018)[4]
- 13. mesto Tiborja Mraka na EP za mlajše mladince (Švica, 2008)[5]

Orientacijski klub Azimut je med leti 1998 in 2018 osvojil 20 naslov klubskega zmagovalca v končnem seštevku Slovenske orientacijske lige (SOL).

### Organizacija tekmovanj
Orientacijski klub Azimut je tradicionalni organizator tekmovanja Cerkno Cup. Prvi Cerkno Cup je bil organiziran leta 1991. Tekmovanje je bilo potem vsako leto organizirano do leta 2000. Od leta 2000 so bila tekmovanja organizirana v razmaku 2 let do leta 2018, ko je bilo tekmovanje združeno s Prvenstvom jugovzhodne Evrope. Tekmovanje je bilo zopet organizirano leta 2019.
Cerkno Cup poteka na terenih na Cerkljanskem, Idrijskem in Logaškem. Privablja med 200 in 550 tekmovalcev, ki tradicionalno prihajajo iz preko 20 evropskih držav, pogosto se tekmovanja udeležijo tudi tekmovalci z drugih kontinentov. Tekmovanje pogosto šteje za točkovanje Svetovne jakostne lestvice (World Ranking Event).
Leta 2018 je OK Azimut organiziral Prvenstvo jugovzhodne Evrope v orinetacijskem teku (South-eastern European Orienteering Championships, SEEOC). Udeležilo se ga je okoli 1000 tekmovalcev. Tekmovanje je v 6 tekmovalnih dneh združilo 9 različnih dogodkov in predstavlja enega največjih organizacijskih dosežkov slovenske orientacije. Organizatorji so pripravili tudi TV prenos v živo v Sloveniji, ki je združeval tudi GPS sledenje v živo ter TV grafike lastne izdelave.
Klub sicer redno organizira tekme Slovenske orientacijske lige, Slovenske šprint orientacijske lige, Slovenske PreO lige ter slovenska državna prvenstva v orientacijskem teku.
Klub je tudi pobudnik in glavni organizator Orientacijske lige Primorske.

### Karte
Klub ima v lasti za več kot 60 km2 kart za orientacijski tek in orientacijo z gorskimi kolesi.